# 東山充裕
東山 充裕（ひがしやま みつひろ、1965年4月4日 - ）は、日本のテレビディレクター、映画監督、演出家、プロデューサー。NHKドラマ部チーフ・ディレクター。北海道出身。

## 略歴
北海道静内郡静内町に生まれる。筑波大学付属駒場高等学校在学中に自主製作した8ミリ長編劇映画『the story of “CARROT FIELD”』がデビュー作。1983年のぴあフィルムフェスティバルに入賞して高く評価され、川越高校の石井満生などともに〝高校生映画〟と呼ばれ話題を呼んだ。
横浜国立大学経済学部を卒業後、1990年にNHKに入局。
2002年、福岡局在任中に地域ならではの魅力を描く“地域ドラマ”を企画開発。
単発ドラマを多く演出。受賞多数。

## 受賞歴
- 第30回 放送文化基金賞 本賞（福岡発地域ドラマ『玄海』）[2][3]
- 第47回 シカゴ国際映画祭 最優秀作品賞金賞（『心の糸』）
- 第51回 モンテカルロ・テレビ祭  特別賞「AMADE/ユネスコ賞」（『心の糸』）[4][5]
- ABU賞2011 テレビドラマ番組部門 最優秀賞[6]（『心の糸』）
- アジア・テレビジョン・アワード2011 単発ドラマ・テレビ映画部門 最優秀賞
- MIPCOM2011 「MIPCOM BUYERS’ AWARD for Japanese Drama」受賞[7]
- ぴあフィルムフェスティバル PFFアワード 受賞（映画『the story of “CARROT FIELD”』）
- 第42回ギャラクシー賞 ラジオ部門優秀賞（FMシアター『福岡天神モノ語り』）
- 第75回芸術祭 ラジオ部門優秀賞（FMシアター『ほぞ』）
- ABU賞2021 ラジオドラマ番組部門 最優秀賞（『ほぞ』）

## 主な演出作品

### テレビドラマ
- 連続テレビ小説 『ふたりっ子』（1996）
- 水曜ドラマ 『女性捜査班アイキャッチャー』（1999）
- 福岡発地域ドラマ 『うきは〜少年たちの夏〜』（2002）
- 福岡発地域ドラマ 『玄海』（2003）
- NHK大河ドラマ『風林火山』（2007）
- ドラマスペシャル『心の糸』（2010）
- 三重発地域ドラマ『ヤアになる日』（2012）
- よる★ドラ 『恋するハエ女』（2012）
- 北海道発地域ドラマ『農業女子はらぺ娘』（2015）
- 連続テレビ小説 『わろてんか』（2017）
- 土曜ドラマ 『不惑のスクラム』（2018）
- 宮崎発地域ドラマ『ひなたの佐和ちゃん、波に乗る！』（2019）-プロデューサー
- 『旅屋おかえり』長野編、兵庫編（2023）-制作統括
- 『被告人 名古屋』（2024）-制作統括

### ラジオドラマ
- FMシアター『福岡天神モノ語り』（2004）
- FMシアター『ほぞ』（2020）

### 自主映画
- 1982『The story of CARROT FIELD』
- 1983『鮮やか色の春』（以上Theとるこ）
- 1986『風を見ていた日』（自主／以上８ミリ）[1]

## 出演
- MB映画（監督：岡本知己 · 1986年／122分／カラー／8mm 英題：M.B. MOVIE · 監督・制作・脚本・撮影：岡本知己 · 出演：岡本知己、岩井俊二、東山充裕）